# Les Flammes (récompense)
Pour les articles homonymes, voir flammes.
Les Flammes, aussi connus sous le nom des Flammes Awards, sont des récompenses musicales françaises décernées aux artistes français de la musique, plus particulièrement le rap et le R&B qu'ils englobent sous le terme « Nouvelle Pop ». Elles récompensent aussi les labels, producteurs et compositeurs liés à la nouvelle pop française.
La cérémonie de récompenses est créée à l'initiative des médias de culture populaire Yard et Booska-P, en partenariat avec Spotify, en 2023 afin de pallier une certaine sous-représentation de cette culture dans les grands médias et autres cérémonies de musique.

## Approche
En 2022, lors de la 37e édition des Victoires de la Musique, le rappeur SCH dénonce l'absence des artistes issus du rap dans les catégories de cette compétition, soulignant les exploits de certains artistes au classement français sur les plateformes de streaming ou leurs exploits scéniques.
Cette déclaration fait écho à une critique intemporelle faite par plusieurs artistes et experts de la musique qui dénonce la sous-représentation du rap français et un manque de diversité dans les Victoires de la Musique ou tout autre compétition musicale française. En 2009, Kery James déclare boycotter les Victoires de la Musique en raison du système de récompenses injustes et des catégories “fourre-tout indigeste" créées dans le seul but d’y regrouper les artistes issus de ce genre. Les artistes signalent aussi un manque de considération de la musique urbaine dans la scène musicale.
Le discours de SCH fait réagir chez les réseaux sociaux mais poussent les médias de culture populaire Booska-P et Yard et l'agence Smile à réagir. Ils annoncent alors le 17 février 2022 la création des Flammes sur le site internet du média Booska-P, qualifiant la cérémonie comme “la cérémonie des cultures populaires".
La création s’inscrit dans une démarche de palliation de cette sous-représentation pour répondre à “des institutions qui n’arrivent pas ou ne veulent pas suivre l’ère du temps”, d’après Tom Brunet, le cofondateur de Yard. Ces médias cherchent à prendre les choses en main d'après Hamad, le cofondateur de Booska-P qui déclare qu’il “faut arrêter de se plaindre de notre place au sein de cérémonies telles que Les Victoires de la Musique ou les NRJ Music Awards et faire les choses par nous mêmes.”
Les organisateurs choisissent les flammes comme symbole de la cérémonie pour représenter les "cultures ardentes qui se propagent, s’imposent, et dont la vigueur n’a que peu d’égale aujourd’hui, qui ont souvent été laissées loin des projecteurs".

## Déroulement des votes
Les vainqueurs des Flammes sont déterminés en fonction des votes du public et du jury. Le processus se découpe en trois étapes :
1. Soumission : les acteurs de l’industrie de la musique et du divertissement inscrivent leurs candidats dans les catégories dans lesquels ils veulent les voir concourir en fonction des critères.
2. Pré-sélection : la liste de ces pré-nommés est envoyée aux différents experts, journalistes et médias spécialistes ou généralisés choisis par le Comité éditorial des Flammes et ils ont 72 heures pour renvoyer 10 nommés dans chaque catégorie.
3. Votes finaux : Les nommés avec le plus de votes sont soumis aux votes du public et du jury. Le public représente 50% du résultat final et le jury représente aussi 50% de ce résultat final. A travers une plateforme en ligne, les votants doivent déterminer un classement de trois nommés par catégorie grâce à un système de duel non éliminatoire. À chaque nouveau choix, la plateforme affine notre préférence afin d’en extraire les nommés pour former ce classement.

Ce système permet aux artistes moins connus de concurrencer avec les artistes avec une plus grande notoriété et donner au votant un plus large vote,.
Le vote est ouvert à toutes les personnes de plus de 13 ans, et limité à une participation par personne et jusqu'à une certaine date.
Le jury paritaire est composé de différentes personnes représentatives d’un secteur d’activité défini. Parmi ces secteurs peuvent se trouver des journalistes, des professionnels du spectacle et de l’industrie musicale, des personnalités publiques ou encore des membres de maisons de disque. Le jury, dont l’identité reste anonyme durant la période des votes pour éviter toute concertation, est renouvelé chaque année mais les secteurs d’activités restent les mêmes.

## Impacts
En avril 2024, les streams de La Fouine augmentent de 152 % sur Spotify après sa performance aux Flammes.

## Cérémonies
| Édition          | Date          | Diffuseur | Lieu                | Ouvert au grand public | Présentateurs,                           | Présentateurs (Pré-show)        |
| ---------------- | ------------- | --- | ------------------- | ---------------------- | ---------------------------------------- | ------------------------------- |
| Les Flammes 2023 | 11 mai 2023   | - Chaîne YouTube de Booska-P - Chaîne Twitch de Maxime Biaggi - W9 (en différé à partir de 23h)                                            | Théâtre du Châtelet | Non                    | - Fadily Camara - Driver                 |                                 |
| Les Flammes 2024 | 25 avril 2024 | - Chaîne YouTube de Booska-P - Chaîne Twitch de Océane Amsler - Chaîne Twitch de DVM Medja - W9 (en direct)                                | Théâtre du Châtelet | Non                    | - Nordine Ganso - Newin Bokhari - Driver | - Newin Bokhari - Sally         |
| Les Flammes 2025 | 13 mai 2025   | - Chaîne YouTube de Booska-P - Chaîne Twitch de HamzaKerdaloco - Chaîne Twitch de Anyme - W9 (en différé à partir de 23h)/ M6+ (en direct) | La Seine musicale   | Oui                    | - Nordine Ganso - Newin Bokhari - Driver | - Sophy Aiida - Skuluch - Lilia |

## Palmarès

### Palmarès 2023
| Catégorie                                                             | Lauréat(e) | Lauréat(e)                                                                               | Lauréat(e)                           | Nommés                                                                                                 |
| --------------------------------------------------------------------- | --- | ---------------------------------------------------------------------------------------- | ------------------------------------ | --- |
| Flamme Spotify de l’album de l’année                                  | |                                                                                          | Gazo – KMT                           | - Dinos – Hiver à Paris - Tiakola – Mélo - Gazo – KMT                                                  |
| Flamme de l’album rap                                                 | |                                                                                          | Dinos – Hiver à Paris                | - Dinos – Hiver à Paris - Gazo – KMT - SDM – Liens du 100                                              |
| Flamme du featuring de l’année                                        | |                                                                                          | Disiz & Damso - Rencontre            | - Disiz & Damso - Rencontre - Tiakola & Hamza – Atasanté - Gazo & Damso - Bodies                       |
| Flamme de l’album nouvelle pop                                        | |                                                                                          | Tiakola – Mélo                       | - Disiz – L’Amour - Stromae – Multitude - Tiakola – Mélo                                               |
| Flamme du morceau de musiques africaines ou d’inspiration africaine   | Tiakola – Soza | - SDM & Tiakola – Redescends - Tiakola – Soza - Vacra – Tiki Taka                        |                                      | |
| Flamme du morceau R&B                                                 | |                                                                                          | Tiakola & Hamza – Atasanté           | - Ronisia & Tiakola – Comme moi - MadeInParis & Luidji - Pornstar Martini - Tiakola & Hamza – Atasanté |
| Flamme du morceau performance rap                                     | Vacra | Vacra                                                                                    | Dosseh – Djamel                      | - Dinos & Akhenaton – L’univers ne nous voit pas danser - Dosseh – Djamel - Josman – Intro             |
| Flamme du morceau de musiques caribéennes ou d’inspiration caribéenne | | Vacra                                                                                    | Kalash & Maureen – Laptop            | - Aya Nakamura & Damso – Dégaine - Kalash & Maureen – Laptop - Lala &ce & Maureen – Mise à mort        |
| Flamme de la révélation féminine de l’année                           | |                                                                                          | Ronisia                              | - Mademoiselle Lou - Maureen - Ronisia                                                                 |
| Flamme de la révélation masculine de l’année                          | |                                                                                          | Werenoi                              | - Kerchak - So La Lune - Werenoi                                                                       |
| Flamme du clip de l'année                                             | |                                                                                          | Josman – Intro                       | - Disiz & Damso – Rencontre - Josman – Intro - Shay - DA                                               |
| Flamme du morceau de l'année                                          | - Alonzo, Ninho & Naps - Tout va bien - Zeg P, SCH, & Hamza - Fade Up - Josman – Intro - Fresh - Chop - Tiakola & Rsko – Gasolina - Aya Nakamura & Damso – Dégaine - Gazo – DIE - Zola - Amber - 1PLIKÉ140 - Canada - Disiz & Damso - Rencontre |                                                                                          | Josman – Intro                       | |
| Flamme de la cover d'album de l'année                                 | Josman - M.A.N (Black Roses & Lost Feelings) | - Disiz – L’Amour - Josman - M.A.N (Black Roses & Lost Feelings) - Prince Wally - Moussa |                                      | |
| Flamme du compositeur de l'année                                      | Vacra | Vacra                                                                                    | Tarik Azzouz                         | - Flem - Shiruken Music - Tarik Azzouz                                                                 |
| Flamme de l'artiste féminine de l'année                               | |                                                                                          | Aya Nakamura                         | - Aya Nakamura - Lala &ce - Ronisia                                                                    |
| Flamme de l'artiste maculin de l'année                                | |                                                                                          | Gazo                                 | - Dinos - Tiakola - Gazo                                                                               |
| Flamme du concert de l’année                                          | |                                                                                          | Laylow – Accor Arena                 | - Booba - Stade de France - Damso – QALF à l’Accor Arena - Laylow – Accor Arena                        |
| Flamme de la meilleure stratégie de lancement de l'année              | |                                                                                          | Bigflo & Oli – Les autres c'est nous | / |
| Flamme du label indépendant de l'année                                | |                                                                                          | SPKTAQLR                             | / |
| Flamme du label de l'année                                            | |                                                                                          | Epic Records France                  | / |
| Flamme exceptionnelle                                                 | |                                                                                          | Fally Ipupa                          | / |
| Flamme éternelle                                                      | Vacra | Vacra                                                                                    | Le Rat Luciano                       | / |

### Palmarès 2024
| Catégorie                                                             | Lauréat(e) | Lauréat(e) | Lauréat(e)                                                  | Nommés |
| --------------------------------------------------------------------- | ---------- | ---------- | ----------------------------------------------------------- | --- |
| Flamme Spotify de l’album de l’année                                  |            |            | Hamza – Sincèrement                                         | - Aya Nakamura – DNK - Werenoi – Carré - Hamza – Sincèrement |
| Flamme de l’album rap                                                 |            |            | Werenoi – Carré                                             | - Freeze Corleone – ADC - Josman – J.000.$ - Werenoi – Carré |
| Flamme de l’album nouvelle pop                                        |            |            | Aya Nakamura – DNK                                          | - Aya Nakamura – DNK - Luidji – Saison 00 - Yamê – Elowi |
| Flamme du morceau de l'année                                          |            |            | SDM - Bolide allemand                                       | - Aya Nakamura – Baby - Dave & Tiakola – Meridian (en) - Hamza & Damso - Nocif - Heuss l'Enfoiré & Gazo - Saiyan - Jey Brownie & Flem - GTB - Jungeli, Abou Debeing, Imen ES, Alonzo, Lossa - Petit génie - PLK - Demain - SDM - Bolide allemand - Soolking & Gazo - Casanova - Werenoi - Laboratoire |
| Flamme du morceau performance rap                                     |            |            | Ninho – Freestyle Lvl Up 1                                  | - Freeze Corleone - Shavkat - Gazo – 100K - Ninho – Freestyle Lvl Up 1 |
| Flamme du morceau R&B                                                 |            |            | Monsieur Nov & Josman – Dernier je t'aime                   | - Monsieur Nov & Josman – Dernier je t'aime - Tayc – Room 69 - Tuerie – Là où on dort heureux |
| Flamme du morceau de musiques africaines ou d’inspiration africaine   | Vacra      | Vacra      | Jungeli, Abou Debeing, Imen ES, Alonzo, Lossa - Petit génie | - Dave & Tiakola – Meridian - Jungeli, Abou Debeing, Imen ES, Alonzo, Lossa - Petit génie - Tam Sir, Team Paiya, Ste Milano, Renard Barakissa, Tasebou, PSK - Coup du marteau |
| Flamme du morceau de musiques caribéennes ou d’inspiration caribéenne |            |            | Kalash – Doliprane                                          | - Kalash – Doliprane - Kima – Toxic - Meryl – Jack Sparrow |
| Flamme du featuring de l’année                                        |            |            | Dave & Tiakola – Meridian (en)                              | - Dave & Tiakola – Meridian - Jungeli, Abou Debeing, Imen ES, Alonzo, Lossa - Petit génie - No Limit, Gazo & Damso - La rue |
| Flamme de l'artiste féminine de l'année                               |            |            | Aya Nakamura                                                | - Aya Nakamura - Meryl - Nej |
| Flamme du rayonnement international                                   | /          |            | Aya Nakamura                                                | |
| Flamme de l'artiste maculin de l'année                                |            |            | Gazo                                                        | - Gazo - Tiakola - Werenoi |
| Flamme de la révélation féminine de l’année                           | Vacra      | Vacra      | Merveille                                                   | - Bianca Costa - Kay The Prodigy - Merveille |
| Flamme de la révélation masculine de l’année                          |            |            | Favé                                                        | - Favé - Tuerie - Yamê |
| Flamme du compositeur de l'année                                      | Vacra      | Vacra      | Boumidjal X                                                 | - Boumidjal X - Flem - Richie Beats |
| Flamme du clip de l'année                                             |            |            | Shay - Commando                                             | - Aya Nakamura – Baby - Shay - Commando - Ziak - Même pas un grincement |
| Flamme du concert de l’année                                          |            |            | SCH – Decennium au Stade Orange Vélodrome                   | - Aya Nakamura – Accor Arena - Fally Ipupa – Paris La Défense Arena - SCH – Decennium au Stade Orange Vélodrome |
| Flamme de la révélation scénique de l’année                           |            |            | TIF                                                         | - Kerchak - Meryl - TIF |
| Flamme de la cover d'album de l'année                                 |            |            | Isha & Limsa d'Aulnay – Bitume Caviar (Vol.1)               | - Isha & Limsa d'Aulnay – Bitume Caviar (Vol.1) - Kekra - Stratos - Mairo - Omar Chappier |
| Flamme de l'engagement social                                         |            |            | Zamdane - SOS Méditerranée                                  | / |
| Flamme eternelle                                                      |            |            | Kore                                                        | / |
| Flamme du producteur de spectacle de l'année                          |            |            | Nouëva Productions                                          | / |
| Flamme du label de l'année                                            |            |            | AllPoints Label Services                                    | / |
| Flamme du label indépendant de l'année                                |            |            | Foufoune Palace                                             | / |
| Flamme de la stratégie de lancement d'album de l'année                |            |            | PLK - 2069                                                  | / |

### Palmarès 2025
| Catégorie                                                             | Lauréat(e)                                                                                       | Lauréat(e)                                                                     | Lauréat(e)                                     | Nommés |
| --------------------------------------------------------------------- | ------------------------------------------------------------------------------------------------ | ------------------------------------------------------------------------------ | ---------------------------------------------- | --- |
| Flamme Spotify de l’album de l’année                                  |                                                                                                  |                                                                                | Werenoi – Pyramide                             | - SDM – À la vie à la mort - Tiakola – BDLM Vol. 1 - Werenoi – Pyramide |
| Flamme de l’album rap                                                 |                                                                                                  |                                                                                | SDM – À la vie à la mort                       | - PLK – Chambre 140 - SDM – À la vie à la mort - Werenoi – Pyramide |
| Flamme de l'artiste maculin de l'année                                |                                                                                                  |                                                                                | Tiakola                                        | - Booba - Franglish - Gims - Guy2Bezbar - Joé Dwèt Filé - PLK - SCH - SDM - Tiakola - Werenoi |
| Flamme de l’album nouvelle pop                                        | Tiakola – BDLM Vol. 1                                                                            | - Dadju & Tayc – Héritage - Gims – Le Nord se souvient - Tiakola – BDLM Vol. 1 |                                                | |
| Flamme de la stratégie de lancement d'album de l'année                | Tiakola – BDLM Vol. 1                                                                            | /                                                                              |                                                | |
| Flamme du morceau de l'année                                          |                                                                                                  |                                                                                | Booba & SDM – Dolce Camara                     | - Aya Nakamura & Ayra Starr – Hypé - Booba & SDM – Dolce Camara - Franglish – Position - Gazo - Nanani Nanana - Gims & Dystinct - Spider - Guy2Bezbar - Monaco - Joé Dwèt Filé – 4 Kampé - Leto - J’crois qu’ils ont pas compris - SDM - Cartier Santos - Tiakola, Ryflo, Oskoow – Manon B |
| Flamme du featuring de l’année                                        | - Booba & SDM – Dolce Camara - Damso & Kalash – Alpha - Tiakola, Genezio & Prototype – Pona Nini |                                                                                | Booba & SDM – Dolce Camara                     | |
| Flamme du featuring européen et/ou international                      |                                                                                                  | Vacra                                                                          | Central Cee & JRK 19 – Bolide Noir             | - Aya Nakamura feat. Ayra Starr – Hypé - Central Cee & JRK 19 – Bolide Noir - Tiakola, Ryflo, Oskoow & MC Cebazinho – Manon B (Brazilian Remix) |
| Flamme du morceau R&B                                                 |                                                                                                  |                                                                                | Tiakola, RnBoi & Monsieur Nov – Reste-là       | - Dadju & Tayc – Sold Out ! - Joé Dwèt Filé – Merci à mon ex - Tiakola, RnBoi & Monsieur Nov – Reste-là |
| Flamme du morceau de musiques africaines ou d’inspiration africaine   | Vacra                                                                                            |                                                                                | KeBlack & Franglish – Boucan                   | - Franglish – Position - Himra – Yorobo Drill Acte 3 - KeBlack & Franglish – Boucan |
| Flamme du morceau de musiques caribéennes ou d’inspiration caribéenne | Vacra                                                                                            | Vacra                                                                          | Joé Dwèt Filé – 4 Kampé                        | - Bamby & Maureen – Chic - Joé Dwèt Filé – 4 Kampé - Meryl – Dembow Martinica feat. DJ Tutuss, Lamasa, Jozii et Noelia |
| Flamme de l'artiste féminine de l'année                               |                                                                                                  |                                                                                | Shay                                           | - Aya Nakamura - Eva - Lala &ce - Le Juiice - Maureen - Merveille - Meryl - Ronisia - Shay - Yseult |
| Flamme de la révélation scénique de l’année                           | - Maureen - Shay - Zamdane                                                                       |                                                                                | Shay                                           | |
| Flamme de la révélation féminine de l’année                           |                                                                                                  |                                                                                | Théodora                                       | - Clara Charlotte - Denden - Théodora |
| Flamme de la révélation masculine de l'année                          |                                                                                                  |                                                                                | La Mano 1.9                                    | - Bouss - Jolagreen23 - La Mano 1.9 |
| Flamme du compositeur de l'année                                      | Vacra                                                                                            | Vacra                                                                          | Max à la guitare et Seny au piano              | - Boumidjal X - Max à la guitare et Seny au piano - Young Bouba |
| Flamme du concert de l’année                                          |                                                                                                  |                                                                                | Kaaris – Or Noir, Les 10 ans à l'Accor Arena   | - Dadju & Tayc – Héritage - The Live Session à l'Accor Arena - Kaaris – Or Noir, Les 10 ans à l'Accor Arena - Shay – Zénith de Paris |
| Flamme du morceau performance rap                                     |                                                                                                  |                                                                                | SCH – Prequel                                  | - Dinos, Jolagreen23 & La Mano 1.9 – D Block Afrique - La Mano 1.9 – I’m Sorry - SCH – Prequel |
| Flamme du clip de l'année                                             | SCH - Stigmates                                                                                  | - Booba - 6G - Damso - Chrome - SCH - Stigmates                                |                                                | |
| Flamme de la cover d'album de l'année                                 | SCH - JVLIVS III : Ad Finem                                                                      | - Dinos - Kintsugi - SCH - JVLIVS III : Ad Finem - Tiakola - BDLM Vol. 1       |                                                | |
| Flamme eternelle                                                      |                                                                                                  |                                                                                | DJ Mehdi : Made in France remis par Kery James | / |
| Flamme du producteur de spectacle de l'année                          |                                                                                                  |                                                                                | PlayTwoLive                                    | / |
| Flamme du label de l'année                                            |                                                                                                  |                                                                                | Ada, Atlantic Records, Rec. 118 Group          | / |
| Flamme du label indépendant de l'année                                | Vacra                                                                                            | Vacra                                                                          | PLR Music                                      | / |
| Flamme du rayonnement international                                   |                                                                                                  |                                                                                | Aya Nakamura                                   | / |
| Flamme de l'engagement social                                         |                                                                                                  |                                                                                | TIF - Not About Us - Zénith de Paris           | / |

## Liste des récompenses
Lors de la première édition, les catégories étaient composés de 3 concurrents. Pour la deuxième édition, les catégories s'élargissent à 10 nommés.

### Récompenses musicales
Les catégories suivantes récompensent les artistes pour leurs performances musicales, ainsi que pour leurs performances dans les classements de plateformes de streaming.
| Type                                                                           | Période     |
| ------------------------------------------------------------------------------ | ----------- |
| Flamme de l'album rap de l'année                                               | Depuis 2023 |
| Flamme de l'album nouvelle pop de l'année                                      | Depuis 2023 |
| Flamme Spotify de l'album de l'année                                           | Depuis 2023 |
| Flamme du morceau de l'année                                                   | Depuis 2023 |
| Flamme du featuring de l'année                                                 | Depuis 2023 |
| Flamme du morceau de la performance de l'année                                 | Depuis 2023 |
| Flamme du morceau R&B de l'année                                               | Depuis 2023 |
| Flamme du morceau de musiques africaines ou d'inspiration africaine de l'année | Depuis 2023 |
| Flamme du morceau caribéen ou d'inspiration caribéenne de l'année              | Depuis 2023 |
| Flamme de la révélation féminine de l'année                                    | Depuis 2023 |
| Flamme de la révélation masculine de l'année                                   | Depuis 2023 |
| Flamme de l'artiste féminine de l'année                                        | Depuis 2023 |
| Flamme de l'artiste masculin de l'année                                        | Depuis 2023 |
| Flamme du clip de l'année                                                      | Depuis 2023 |
| Flamme du featuring européen et/ou international de l'année                    | Depuis 2025 |

### Récompenses techniques
Les catégories suivantes récompensent les différents acteurs de la scène musicale urbaine ayant contribué au résultat final des performances des artistes, que ce soit au niveau de la composition de la musique ou de la diffusion des projets musicaux.
| Type                                           | Période     |
| ---------------------------------------------- | ----------- |
| Flamme de la cover d'album de l'année          | Depuis 2023 |
| Flamme du compositeur de l'année               | Depuis 2023 |
| Flamme du label de l'année                     | Depuis 2023 |
| Flamme de la stratégie de lancement de l'année | Depuis 2023 |
| Flamme du producteur de spectacle de l'année   | Depuis 2024 |

### Récompenses scéniques
Les catégories suivantes récompensent les artistes sur leurs performances lors de concerts ou sur la scène, ainsi que les acteurs qui aident au déroulement de ces spectacles.
| Type                                        | Période     |
| ------------------------------------------- | ----------- |
| Flamme du concert de l'année                | Depuis 2023 |
| Flamme de la révélation scénique de l'année | Depuis 2024 |

### Récompenses d'honneur
| Type                                | Période     |
| ----------------------------------- | ----------- |
| Flamme éternelle                    | Depuis 2023 |
| Flamme exceptionelle                | Depuis 2023 |
| Flamme du rayonnement international | Depuis 2024 |
| Flamme de l'engagement social       | Depuis 2024 |